# ペーリオ (ペーザロ・エ・ウルビーノ県)
ペーリオ（伊: Peglio）は、イタリア共和国マルケ州ペーザロ・エ・ウルビーノ県にある、人口約600人の基礎自治体（コムーネ）。

## 地理

### 位置・広がり
ペーザロ・エ・ウルビーノ県のコムーネ。ウルビーノから西南西へ12km、ペーザロから南西へ42kmの距離にある。

#### 隣接コムーネ
隣接するコムーネは以下の通り。
- ルナーノ
- サンタンジェロ・イン・ヴァード
- サッソコルヴァーロ
- ウルバーニア
- ウルビーノ

### 気候分類・地震分類
ペーリオにおけるイタリアの気候分類 (it) および度日は、zona E, 2504 GGである。
また、イタリアの地震リスク階級 (it) では、zona 2 (sismicità media) に分類される。